# 梶浦由記
梶浦由記（日语：／ Kajiura Yuki，1965年8月6日—:178）是一名日本作曲家、編曲家及音樂製作人，出生於日本東京都。代表配樂作品有《機動戰士GUNDAM SEED》系列、《TSUBASA翼》系列、《空之境界》系列、《魔法少女小圓》等。

## 經歷
- 1972年，跟随父親到前西德工作[2]:178，並首次作曲。後來返回東京生活。她在西德一直待到初中畢業才返回日本。她會喜歡上音樂，完全是受到身為歌劇和古典音樂愛好者的父親的影響，7歲那年她就開始學習鋼琴並在課餘時間為父親伴奏。
- 於東京都立國立高等學校以及津田塾大學文學部英文學科畢業後，梶浦進入了日本最大的移動通信運營商NTT社工作，再後來轉職成為音樂製作人。
- 1993年7月，組成樂隊See-Saw，以石川智晶作為主音歌手和負責作詞，而梶浦則主要負責作曲、編曲。
- 1995年2月，開始Solo活動。
- 2001年秋季，See-Saw的活動再開。
- 2003年5月，Solo Project FictionJunction正式開始，活動至今。
- 2003年7月，梶浦的第一張個人名義CD「FICTION」在美國發行，並於同年8月發售日本版本。
- 2006年，See-Saw停止活動。
- 2008年和索尼音樂娛樂旗下SME Records建立合作關係，「project Kalafina」啟動，2019解散。
- 2011年10月憑藉「魔法少女小圓」獲得「Newtype×マチ★アソビ アニメアワード2011」劇伴部門受賞。
- 2012年10月憑藉「Fate/Zero」獲得「Newtype×マチ★アソビ アニメアワード2012」的原聲音樂獎。
- 2017年10月19日，天文學家Roy A. Tucker（英语：Roy A. Tucker）決定將編號40248的小行星命名為梶浦由記[3]。
- 2018年2月21日在自己的Twitter上正式宣布離開所屬藝能事務所SPACE CRAFT[4]。

## 作品特色

#### 聖歌
梶浦的歌曲作品中經常會見到單人領唱（既是作為輔助的角色又是歌曲整體的推動者），也常在樂句中穿插一些歌聲，而且氣氛壓抑不祥，有的時候這種曲風被稱作「梶浦風」，Madlax當中的《nowhere》就是這種風格的代表。

#### 歐洲風
受童年青年時留德生活和來自父親的影響，部分樂曲是典型的歐陸風情，一些歌詞中也會使用德語、西班牙語或意大利語創作，生涯中期汲取諸多風格並靈活應用於編曲和作詞中，有着一般來説是不會經常聽到的混合着Pop節奏的歌劇式曲風。梶浦靈感的最大源泉——她的父親，是一個古典音樂迷，因此梶浦的作品當中揉合着流行和古典的主題要素。

## 主要合作歌手和演奏者
這裡記載的是梶浦由記的樂曲中主要的參加者，均是與她有或有過較為長期的合作關係的歌手和演奏者，其中部分歌手和演奏者亦參加從2007年開始舉辦的「Yuki Kajiura LIVE」（FictionJunction）以及Kalafina的個人演唱會和參演活動。

### 主音歌手與和聲
- 石川智晶（See-Saw：現在活動休止）
- 伊東惠里
- Emily Bindiger
- Joelle (於 Wakana 離開後加入，現為 Yuki Kajiura Live 的主要歌手之一)
- 貝田由里子（YURIKO KAIDA，現為 Yuki Kajiura Live 的主要歌手之一）
- 大瀧若菜（自Kalafina解散後亦離開FictionJunction）
- 窪田啓子（自Kalafina解散後仍保持 FictionJunction KEIKO 身份的活動，現為 Yuki Kajiura Live 的主要歌手之一）
- 織田香織（FictionJunction KAORI，現為 Yuki Kajiura Live 的主要歌手之一）
- 政井光（HIKARU，Kalafina）
- 笠原由里
- 東京混聲合唱團（歌詞卡上以「TOKYO KONSEI」或「東京混聲」記載）
- 戶丸華江
- 仁科薰
- Fion（即梶浦由記自己，有時參與和聲時歌詞卡上以此名記載，有時則記載本名）
- 南里侑香（FictionJunction YUUKA，已停止活動）
- 結城愛良（FictionJunction ASUKA）
- Remi

### 演奏者
- 是永巧一：吉他
- 西川進：吉他
- 高橋"Jr."知治：貝斯
- 荻原"Mecken"基文：貝斯
- 佐藤強一：架子鼓
- 野崎真助：架子鼓
- 今野均：小提琴
- 笠原あやの：大提琴
- 赤木理惠：長笛
- 大平佳男：調音師
- 櫻田泰啓：鍵盤
- 佐藤芳明：手風琴

梶浦由記自己則在FictionJunction名義有關的演出中擔當鍵盤手。

## 負責作品

### CD（梶浦由記名義）
|   | 發售日        | 名稱       | 規格號碼   |
| - | ------------- | ---------- | ---------- |
| 1 | 2003年8月6日  | FICTION    | VTCL-60062 |
| 2 | 2011年3月30日 | FICTION II | VTCL-60245 |

### 動畫（包括電視動畫、OVA、網路動畫）
※重要作品以粗體標記。
- 1995年 恐龙冒险记（僅提供樂曲）
  - 片尾曲《Sunday Island》作詞・作曲（國府田麻理子）
- 1996年 新古靈精怪劇場版 接著，那個夏天開始
  - 插入曲《LOVE IS POWER》作曲（工藤亞紀）
- 1997年 EAT-MAN（收錄於 Image Soundtrack ACT-2）
- 2001年 NOIR
  - 插入曲 《Indio》（See-Saw）
  - 插入曲 《a farewell song》（笠原由里）
- 2002年 水瓶戰記
  - 主題曲《AWAKE》（最終話）
  - 印象曲（南央美）
  - 印象曲（南央美）
  - AR：《zodiacal sign》（笠原由裏）
- .hack系列，與See-Saw
  - .hack//SIGN（2002年） 
    - 片頭曲《Obessesion》
    - 片尾曲《》
    - 插入曲《the world》
    - 插入曲《key of the twilight》
    - 插入曲《fake wings》
    - 插入曲《aura》
    - 插入曲《a stray child》
    - 插入曲《open your heart》
    - 插入曲《to nowhere 》
    - 插入曲《in the land of twilight, under the moon》
    - 插入曲《das wanderm》

  - .hack//Liminality（2002年）
    - 主題曲 《edge》
    - 主題曲 《》
    - 主題曲 《》
    - 主題曲 《》
    - 片尾曲 《》

  - .hack//黃昏的腕輪傳說（2003年，僅提供樂曲）
    - 片尾曲《Emerald Green》

  - .hack//Roots（2006年，僅提供樂曲）
    - 片頭曲《Silly-Go-Round》（FictionJunction YUUKA）
- 機動戰士Gundam SEED系列（僅提供樂曲）
  - 機動戰士Gundam SEED（2002年-2003年） 
    - 片尾曲 《》（See-Saw）（作曲和編曲）
    - 插入曲 《》（田中理惠）（作詞和編曲）
    - 插入曲 《》（田中理惠）
    - 插入曲 《曉之車》（FictionJunction YUUKA）
    - 角色歌曲《Shoot》（關智一），唯一由男性主音的曲子

  - 機動戰士GUNDAM SEED DESTINY（2005年）
    - 片尾曲 《Life Goes On》（有坂美香）（作曲和編曲，編曲與西川進合作）
    - 片尾曲 《》（See-Saw）
    - 插入曲 《Fields of Hope》（田中理惠）
    - 插入曲 《》（桑島法子）
    - 插入曲 《》（FictionJunction YUUKA）

  - 機動戰士GUNDAM SEED HD Remaster（2011年）
    - 片尾曲 《Distance》 （FictionJunction）
- 2003年 聖槍修女（僅提供樂曲）
  - 片尾曲 《さよならソリティア》（千葉紗子）
- 2004年 MADLAX
  - 片頭曲（FictionJunction YUUKA）
  - 片尾曲 《inside your heart》 （FictionJunction YUUKA）
  - 插入曲 《nowhere》 （FictionJunction YUUKA）
  - 插入曲 《I'm here》（FictionJunction YUUKA）
- 2004年 柯塞特的肖像
  - 片尾曲（井上麻里奈）
- 舞-HiME Project
  - 舞-HiME（2004年）：插入曲 《It's only the fairy tale》（宮村優子）
  - 舞-乙HiME （2005年）
    - 插入歌《星が奏でるものがたり》作曲（菊地美香）
    - 插入歌《星が奏でるものがたり》作曲（小清水亞美）

  - 舞-乙HiME Zwei（2007年）
    - 主題曲《storm》（第二話）（小清水亞美）
    - 主題曲《》（第三話）（野上尤加奈）
- TSUBASA翼系列
  - TSUBASA翼 （2005年-2006年）
    - 插入曲《tsubasa》（FictionJunction KAORI）
    - 插入曲《》（FictionJunction KEIKO）
    - 插入曲《》（牧野由依） ，2005年
    - 插入曲《you are my love》（伊東惠里【英】；牧野由依【日】）
    - 插入曲《dream scape》（FictionJunction KAORI）
    - 插入曲《aikoi》（FictionJunction YUUKA）
    - 插入曲《》（牧野由依）

  - TSUBASA TOKYO REVELATIONS（2007年）：片頭曲《synchronicity》（牧野由依）
  - 春雷記（2009年）：片尾曲（FictionJunction YUUKA）
- 2005年 武器種族傳說
  - 插入歌《everlasting song》（FictionJunction ASUKA）
- 2005年 LOVELESS（僅提供樂曲）
  - 片頭曲 （翁鈴佳）
  - 片尾曲 （引田香織）
- 2006年 少年陰陽師（僅提供樂曲）
  - 片頭曲 （引田香織）
- 2006年 幕末機関説 いろはにほへと（僅提供樂曲）
  - 片頭曲 （FictionJunction YUUKA）
- 2007年 魔女獵人
  - 片頭曲（savage genius）（編曲）
  - 片尾曲《romanesque》（FictionJunction YUUKA）
- 2007年 Baccano!（僅提供樂曲）
  - 片尾曲 《calling》（織田香織）
- 2008年 雨月（僅提供樂曲）
  - 片尾曲（引田香織）
- 黑執事系列（僅提供樂曲），與Kalafina
  - 黑執事（2009年）：片尾曲 《Lacrimosa》
  - 黒執事II（2010年）：劇中歌 《璀璨天空中的寂靜》
- 2009年 潘朵拉之心
  - 片頭曲 《Parallel Hearts》（FictionJunction）
  - 插入曲 《everytime you kissed me》 （FictionJunction）
- 2010年 空之音（僅提供樂曲）
  - 片頭曲 《光之旋律》（Kalafina）
- 2010年 神隱之狼（僅提供樂曲）
  - 片頭曲 （FictionJunction）
- 2010年 劇場版 夏娃的時間（僅提供樂曲）
  - 片尾曲《I have a dream》（Kalafina）
- 2011年 魔法少女小圓
  - 片尾曲 《Magia》 （Kalafina）
- 2011年 Sacred Seven（僅提供樂曲）
  - 片頭曲 《stone cold》（FictionJunction）
- Fate系列
  - Fate/Zero（2012年）
    - 片頭曲 《to the beginning》  （Kalafina）
    - 片尾曲 《蒼穹高處風在歌唱 》 （春奈露娜）
    - 片尾曲 《満天》（第18、19話）  （Kalafina）

  - Fate/stay night [Unlimited Blade Works] （2014年-2015年，提供樂曲）（客座作曲：OST1-track26,27）
    - 片尾曲 《believe》  （Kalafina）
    - 片尾曲 《ring your bell》  （Kalafina）
    - 片尾曲 《ring your bell (in the silence)》  （Kalafina）

  - 艾梅洛閣下II世事件簿（2019年）
    - 片頭曲 《starting the case:Rail Zeppelin》 （作曲・編曲）
    - 片尾曲 《雲雀》（ASCA）（作詞・作曲・編曲）
- 刀劍神域系列
  - 刀劍神域（2012年）
  - 刀劍神域 Extra Edtion（2013年）
  - 刀劍神域II（2014年）
  - 10周年紀念主題曲《蒼穹のファンファーレ》（2022年，藍井エイル & ASCA & ReoNa）
- 2014年 ALDNOAH.ZERO（僅提供樂曲）
  - 片頭曲 《heavenly blue》  （Kalafina）
- 2015年 亞爾斯蘭戰記（僅提供樂曲）
  - 片尾曲 《One Light》  （Kalafina）
- 2016年 只有我不存在的城市
  - 片尾曲   （さユり）（作詞、作曲）
- 2016年 アルスラーン戦記 風塵乱舞
  - 片尾曲  《blaze》  （Kalafina）
- 2016年 斬首循環 藍色學者與戲言跟班
  - 片尾曲 《メルヒェン》（Kalafina）
- 2017年 Princess Principal
- 2017年 活擊 刀劍亂舞（僅提供樂曲）
  - 片尾曲 《百火撩乱》（Kalafina）
- 鬼滅之刃系列
  - 竈門炭治郎 立志篇（2019年，与椎名豪共同创作）
    - 片尾曲 《from the edge》（FictionJunction）

  - 無限列車篇（動畫版）（2021年）
    - 片頭曲 《》（LiSA）
    - 片尾曲 《》（LiSA）
- 2021年 瓦尼塔斯的手札
- 2021年 海贼王女

### 遊戲
- 1998年 雙面嬌娃
- 1999年 めぐり愛して
- 2000年 BLOOD the Last Vampire
- 異域傳說系列
  - 2004年 異域傳說 二部曲 善惡的彼岸
  - 2006年 異域傳說三部曲：查拉圖斯特拉如是說
- 2011年 戰律星雲（日语：戦律のストラタス）（僅提供樂曲）  
  - 主題曲 「eternal blue」（FictionJunction）

### 電影（包括動畫電影、劇場版）
- 1995年 東京兄妹
- 1995年 RUBY FRUIT
- 1999年 RAINBOW
- 2000年 ブギーポップは笑わない Boogiepop and Others
- 2000年 月
- 2005年 TSUBASA翼 劇場版．鳥籠國的公主
- 2006年 真救世主傳説 北斗之拳
- 2007年- 2013年 空之境界 系列
  - 第1章 『俯瞰風景』 主題曲 「oblivious」
  - 第2章 『殺人考察（前）』 主題曲 「你將化作光芒」
  - 第3章 『痛覺殘留』 主題曲 「傷跡」
  - 第4章 『伽藍之洞』 主題曲 「ARIA」
  - 第5章 『矛盾螺旋』 主題曲 「sprinter」
  - 第6章 『忘卻錄音』 主題曲 「fairytale」
  - 第7章 『殺人考察（後）』 主題曲 「seventh heaven」
  - 終章 『空之境界 』印象曲 「snow falling」
  - 『未來福音』 主題曲 「哈利路亞」
  - 『未來福音 extra chorus』 主題曲 「dolce」
- 2008年 阿基里斯與烏龜
- 2012年-2013年 劇場版 魔法少女小圓 ，與Kalafina
  - 前篇：『起始的物語』
    - 主題曲 「未來」
    - 片尾曲 「Magia [quattro]」

  - 後篇：『永遠的物語』
    - 片尾曲 「聖光」

  - 新篇：『叛逆的物語』
    - 片尾曲 「銀色庭園」
    - 插入曲 「misterioso 」
- 2016年 爵迹 郭敬明导演电影
  - 主题曲  「灵犀一动」（韩红）
  - 片尾曲  「人间沙」（陈学冬）
- 2017年 刀劍神域劇場版：序列爭戰
- 2017年-2020年 Fate/stay night Heaven's Feel （作詞・作曲），與Aimer
  - 第1章 『presage flower』主題曲  ｢花の唄｣
  - 第2章 『lost bufferfly』主題曲  ｢I beg you｣
  - 第3章 『spring song』主題曲 「春はゆく」
- 2020年 鬼滅之刃劇場版 無限列車篇
  - 主題曲 「炎」（LiSA），第62届日本唱片大奖优秀作品奖
- 2022年 古树旋律 樱之音 主題曲

### 樂曲提供
- 鈴木祥子「Goodbye, my friend」（作詞）
- 西田ひかる「HAPPY EVER AFTER」（作詞）
- 林原惠「だ・い・き・ら・い」（作曲·編曲）
- THE STRiPES「OPEN YOUR HEART〜天まで届け THE STRiPES Ver.〜」（部分作詞·作曲·部分編曲）
- 菊池美香&小清水亞美&野上尤加奈「星が奏でるものがたり」（作曲）
- 有坂美香 「時の砂漠」（作曲·編曲）

### 製作人
- 千葉紗子
  - ひかり
    - 電視動畫「Heat Guy-J」片尾曲

  - アイスクリイム
    - 電視動畫「成惠的世界」片尾曲

  - さよならソリティア
    - 電視動畫「聖槍修女」片尾曲

  - 專輯「melody」
  - 專輯「everything」

- Kalafina

- FictionJunction、FictionJunction YUUKA

### 合作CD
- Dream Port（2008年6月18日）
以「Revo&梶浦由記」名義發售。与Sound Horizon核心人物Revo合作歌曲。Oricon周榜第十名。梶浦由記首張無商業搭配進入周榜前十位的作品。

#### 合作CD収録曲
1.砂塵の彼方へ…
2.Sand dream

### 電視節目
- 從職場女性蛻變為作曲家 戀上音樂的夢想家——梶浦由記　（2003年9月1日，MBS毎日放送）
- 世界里山紀行（芬蘭：與森林、妖精的對話、波蘭：水邊迴響的生命、中國·雲南：與竹共生）
  - 2007年8月播出（NHK綜合頻道、NHK特集）
  - 2007年9月播出（BSハイビジョン、ハイビジョン特集（日语：ハイビジョン特集））
- 經濟指南針（日语：経済羅針盤）　（2004～2008年，NHK綜合頻道）
  - 主題曲「voyagers」
- 歷史秘話Historia　（2009年至今，NHK綜合頻道）　
  - 「歷史秘話Historia」Original Soundtrack　/ SME Records
  - 「歷史秘話Historia」Original Soundtrack 2　/ SME Records
  - 「歷史秘話Historia」Original Soundtrack 3　/ SME Records
- 15歲的志願兵（日语：15歳の志願兵） （2010年8月15日，NHK綜合頻道、NHK特集）
- 花子與安妮 （2014年3月31日～2014年9月27日，NHK綜合頻道）
  - 「花子與安妮」Original Soundtrack　/ SME Records
  - 「花子與安妮」Original Soundtrack 2　/ SME Records
  - 「花子與安妮」Original Soundtrack 3　/ SME Records
- 永遠的長老：賦與北海道之名的男人 松浦武四郎（日语：永遠のニㇱパ 〜北海道と名付けた男 松浦武四郎〜）（2019年7月15日，NHK綜合頻道）
- 風啊嵐啊（日语：風よ あらしよ）（2022年，NHK BS8K・NHK BS4K・NHK BS Premium）
- ANTI HERO（2024年，TBS）

### 電台節目
- 梶浦由記的Sound sketch（日语：梶浦由記のサウンドスケッチ）（2000年 - 2006年）

## 註解
1. 1 2  . 2014-07-22  [2016-09-28]. （原始内容存档于2021-01-07）.
2. 1 2  . 青土社. ISBN 9784791702978.
3. ↑  . 2017-10-20  [2017-10-30]. （原始内容存档于2021-01-07）.
4. ↑  . 2018-02-21  [2022-11-02]. （原始内容存档于2019-05-21） （日语）.

## 外部連結
- FictionJunction.com （页面存档备份，存于） （日語）（個人公式網頁）
- FICTION｜YUKI KAJIURA （页面存档备份，存于） （日語）（jvcmusic内Official）
- FictionJunction YUUKA （页面存档备份，存于） （日語）（jvcmusic内FictionJunction YUUKA Official）
- See-Saw｜DreamField （页面存档备份，存于） （日語）（jvcmusic内See-Saw Official）
- Kalafina （页面存档备份，存于） （日語）（sonymusic内Kalafina Official）
- 梶浦由記的X（前Twitter） （日語）